# Cratocnema juxtacasum
Cratocnema juxtacasum är en stekelart som beskrevs av Papp 2000. Cratocnema juxtacasum ingår i släktet Cratocnema och familjen bracksteklar. Inga underarter finns listade i Catalogue of Life.